# Olympische Sommerspiele 2016/Schwimmen – 200 m Lagen (Frauen)
Der Wettbewerb über 200 Meter Lagen der Frauen bei den Olympischen Spielen 2016 in Rio de Janeiro wurde am 8. und 9. August 2016 im Estádio Aquático Olímpico ausgetragen. 40 Athletinnen aus 27 Ländern nahmen daran teil. 
Es fanden fünf Vorläufe statt. Die 16 schnellsten Schwimmerinnen aller Vorläufe qualifizierten sich für zwei Halbfinals, die am gleichen Tag ausgetragen wurden. Für das Finale qualifizieren sich die acht zeitschnellsten Schwimmerinnen beider Halbfinals.
Abkürzungen:

WR = Weltrekord, OR = olympischer Rekord, NR = nationaler Rekord

ER = Europarekord, NAR = Nordamerikarekord, SAR = Südamerikarekord, ASR = Asienrekord, AFR = Afrikarekord, OZR = Ozeanienrekord

## Bestehende Rekorde
| Weltrekord         | Katinka Hosszú ( Ungarn)         | 2:06,12 min | Kasan, Russland                | 3. August 2015 |
| Olympischer Rekord | Ye Shiwen ( Volksrepublik China) | 2:07,57 min | London, Vereinigtes Königreich | 31. Juli 2012  |

## Titelträger
| Olympiasieger | Ye Shiwen ( Volksrepublik China) | 2:07,57 min | London 2012 |
| Weltmeister   | Katinka Hosszú ( Ungarn)         | 2:06,12 min | Kasan 2015  |
| Europameister | Katinka Hosszú ( Ungarn)         | 2:07,30 min | London 2016 |

## Vorlauf

### Vorlauf 1
| Platz | Name                 | Nation      | Zeit        | Anmerkung |
| ----- | -------------------- | ----------- | ----------- | --------- |
| 1     | Tanja Kylliäinen     | Finnland    | 2:14,97 min |           |
| 2     | Anja Crevar          | Serbien     | 2:15,33 min |           |
| 3     | Fantine Lesaffre     | Frankreich  | 2:15,71 min |           |
| 4     | Nam Yoo-sun          | Südkorea    | 2:16,11 min |           |
| 5     | Marrit Steenbergen   | Niederlande | 2:16,59 min |           |
| 6     | Victoria Kaminskaya  | Portugal    | 2:16,78 min |           |
| 7     | Simona Baumrtová     | Tschechien  | 2:17,21 min |           |
| 8     | Katarzyna Baranowska | Polen       | 2:19,03 min |           |

### Vorlauf 2
| Platz | Name                       | Nation      | Zeit        | Anmerkung       |
| ----- | -------------------------- | ----------- | ----------- | --------------- |
| 1     | Kim Seo-yeong              | Südkorea    | 2:11,75 min |                 |
| 2     | Maria Ugolkova             | Schweiz     | 2:13,77 min |                 |
| 3     | Stina Gardell              | Schweden    | 2:14,41 min |                 |
| 4     | Luisa Trombetti            | Italien     | 2:14,66 min |                 |
| 5     | Africa Zamorano Sanz       | Spanien     | 2:14,87 min |                 |
| 6     | Louise Hansson             | Schweden    | 2:15,66 min |                 |
| 7     | Virginia Bardach y Martín  | Argentinien | 2:17,94 min |                 |
| –     | Siobhan Bernadette Haughey | Hongkong    | —           | Disqualifiziert |

### Vorlauf 3
| Platz | Name                | Nation             | Zeit        | Anmerkung |
| ----- | ------------------- | ------------------ | ----------- | --------- |
| 1     | Maya DiRado         | Vereinigte Staaten | 2:10,24 min |           |
| 2     | Alicia Coutts       | Australien         | 2:10,52 min |           |
| 3     | Ye Shiwen           | China              | 2:10,56 min |           |
| 4     | Hannah Miley        | Großbritannien     | 2:11,84 min |           |
| 5     | Barbora Závadová    | Tschechien         | 2:14,45 min |           |
| 6     | Lena Kreundl        | Österreich         | 2:15,71 min |           |
| 7     | Nguyen Thi Anh Vien | Vietnam            | 2:16,20 min |           |
| 8     | Ranokhon Amanova    | Usbekistan         | 2:18,97 min |           |

### Vorlauf 4
| Platz | Name                      | Nation             | Zeit        | Anmerkung |
| ----- | ------------------------- | ------------------ | ----------- | --------- |
| 1     | Siobhan-Marie O’Connor    | Großbritannien     | 2:08,44 min |           |
| 2     | Melanie Margalis          | Vereinigte Staaten | 2:09,62 min |           |
| 3     | Miho Teramura             | Japan              | 2:10,34 min |           |
| 4     | Erika Seltenreich-Hodgson | Kanada             | 2:12,56 min |           |
| 5     | Mireia Belmonte           | Spanien            | 2:12,58 min |           |
| 6     | Kotuku Ngawati            | Australien         | 2:13,05 min |           |
| 7     | Min Zhou                  | China              | 2:14,81 min |           |
| 8     | Lisa Zaiser               | Österreich         | 2:15,23 min |           |

### Vorlauf 5
| Platz | Name                | Nation      | Zeit        | Anmerkung |
| ----- | ------------------- | ----------- | ----------- | --------- |
| 1     | Katinka Hosszú      | Ungarn      | 2:07,45 min | OR        |
| 2     | Sydney Pickrem      | Kanada      | 2:11,06 min |           |
| 3     | Zsuzsanna Jakabos   | Ungarn      | 2:11,69 min |           |
| 4     | Runa Imai           | Japan       | 2:11,78 min |           |
| 5     | Alexandra Wenk      | Deutschland | 2:12,46 min |           |
| 6     | Wiktorija Andrejewa | Russland    | 2:13,01 min |           |
| 7     | Joanna Maranhão     | Brasilien   | 2:13,06 min |           |
| 8     | Sara Franceschi     | Italien     | 2:15,61 min |           |

## Halbfinale

### Halbfinale 1
| Platz | Name                      | Nation             | Zeit        | Anmerkung |
| ----- | ------------------------- | ------------------ | ----------- | --------- |
| 1     | Siobhan-Marie O’Connor    | Großbritannien     | 2:07,57 min | NR        |
| 2     | Maya DiRado               | Vereinigte Staaten | 2:08,91 min |           |
| 3     | Alicia Coutts             | Australien         | 2:10,35 min |           |
| 4     | Sydney Pickrem            | Kanada             | 2:10,57 min |           |
| 5     | Wiktorija Andrejewa       | Russland           | 2:10,87 min |           |
| 6     | Kim Seo-yeong             | Südkorea           | 2:12,15 min |           |
| 6     | Hannah Miley              | Großbritannien     | 2:12,15 min |           |
| 8     | Erika Seltenreich-Hodgson | Kanada             | 2:12,25 min |           |

### Halbfinale 2
| Platz | Name              | Nation             | Zeit        | Anmerkung |
| ----- | ----------------- | ------------------ | ----------- | --------- |
| 1     | Katinka Hosszú    | Ungarn             | 2:08,13 min |           |
| 2     | Ye Shiwen         | China              | 2:09,33 min |           |
| 3     | Melanie Margalis  | Vereinigte Staaten | 2:10,10 min |           |
| 4     | Miho Teramura     | Japan              | 2:11,03 min |           |
| 5     | Zsuzsanna Jakabos | Ungarn             | 2:12,05 min |           |
| 6     | Alexandra Wenk    | Deutschland        | 2:12,13 min |           |
| 7     | Runa Imai         | Japan              | 2:12,53 min |           |
| 8     | Mireia Belmonte   | Spanien            | 2:13,33 min |           |

## Finale
10. August 2016, 04:29 MEZ
| Platz | Name                   | Nation             | Zeit        | Anmerkung |
| ----- | ---------------------- | ------------------ | ----------- | --------- |
| 1     | Katinka Hosszú         | Ungarn             | 2:06,58 min | OR        |
| 2     | Siobhan-Marie O’Connor | Großbritannien     | 2:06,88 min | NR        |
| 3     | Maya DiRado            | Vereinigte Staaten | 2:08,79 min |           |
| 4     | Melanie Margalis       | Vereinigte Staaten | 2:09,21 min |           |
| 5     | Alicia Coutts          | Australien         | 2:10,88 min |           |
| 6     | Sydney Pickrem         | Kanada             | 2:11,22 min |           |
| 7     | Wiktorija Andrejewa    | Russland           | 2:12,28 min |           |
| 8     | Ye Shiwen              | China              | 2:13,56 min |           |